# ساون
ساون سرویس پخش موسیقی هندی در سرتاسر جهان است. این برنامه از سال ۲۰۰۷ شروع به فعالیت کرده‌است که حدود ۳۶ میلیون آهنگ در ۱۵ زبان دنیا در این سرویس موجود است. ساون برا اندروید، آی او اس، ویندوز و وب در دسترس است. ساون همچنین حدود ۲۲ میلیون کاربر فعال در ماه دارد.
در ۲۳ مارس ۲۰۱۸ ساون اعلام کرد که طی قراردادی بیشتر از ۱ میلیارد دلار با جیو موزیک ادغام شده‌است.